# Écriture libyque
L'écriture libyque désigne un ensemble d'alphabets ayant existé durant l'Antiquité dans la Libye antique (territoire historique des Berbères - incluant Maghreb, oasis de Siwa et îles Canaries actuels), ce qui lui vaut son nom. Cette écriture n'étant pas unifiée, on parle plutôt d'« alphabets libyques ».
Il existe plus de mille inscriptions en libyque répertoriées. La quasi-totalité de ces inscriptions sont funéraires ; elles sont brèves et comportent principalement des anthroponymes ou des phrases courtes en hommage aux défunts (éloges funèbres écrites).
Il est largement admis que les alphabets libyques ont servi à noter une forme ancienne de berbère, dite langue libyque, quoique certains spécialistes remettent en question cette idée.

## Variantes et caractéristiques
On distingue trois formes très similaires de l'écriture libyque :
- Le libyque occidental, qui a plutôt été utilisé le long de la côte méditerranéenne du centre du  Maghreb jusqu'au Maroc actuel ; elle comporte 13 lettres supplémentaires et serait, selon Février (1964-65), la forme la plus primitive mais aussi la plus ancienne[4]. Les inscriptions les plus anciennes connues à ce jour, les plus connues seraient celles des régions sahariennes[4],[5] (Atlas saharien algérien, Sahara central) et du Haut-Atlas comme celles d’Azib n’Ikkis[4],[5], situées au Maroc dans la province d'Al Haouz. Ces écritures seraient datées du deuxième millénaire avant notre ère[6], ce qui invaliderais l'hypothèse d'une origine phénicienne[4][source détournée]. Toutefois, les recherches récentes ont invalidé la datation initiale précoce de l'inscription d'Azib n'lkkis au Maroc : elle ne pourrait dater antérieurement au IIe siècle av. J.-C. et Ier siècle av. J.-C.[7],[8]

- Le libyque oriental, le plus abondant de tous[9], également qualifié d'« écriture numidique »[10], a plutôt été utilisé en Kabylie (Algérie), dans les Aurès (Algérie), en Tunisie et en Libye ; Seule cette forme a été déchiffrée grâce notamment à l'existence d'importantes inscriptions bilingues punico-libyques. Ce déchiffrement a permis de déterminer la valeur de 22 signes sur 24. Seuls les textes en libyque dit « oriental » ont pu être précisément datés comme RIL 2 daté en 138 avant J.C[10]. La plus ancienne inscription libyque figure sur un récipient en céramique mis au jour à Tiddis (Algérie) date du IIIe siècle av. J.-C.[11].
- Le libyque saharien, utilisé par les populations berbères touaregs du Sahara, dont descend le tifinagh. Il est la variante la mieux déchiffrée du libyque, grâce notamment à la survivance de la variante saharienne touarègue et aux travaux de Charles de Foucauld.
- Le libyque guanche, libyque canarien ou libyque insulaire, aux îles Canaries.

D'autres caractéristiques :
- La gémination n'était pas notée ;
- Les inscriptions sont souvent des dédicaces ou épitaphes. La plupart sont brèves ;
- Le sens de l'écriture n'est pas fixé, mais c'est plus souvent verticalement de bas en haut et de droite à gauche[12]. Chaque ligne constitue un mot phonétique ou un sens complet ;
- Une minorité de lettres permettaient de déterminer le début de la ligne. Ces lettres sont appelées lettres directrices ou signes directeurs ;
- Une hypothèse a été avancée que certaines lettres seraient secondaires par rapport à d'autres.

## Déchiffrement

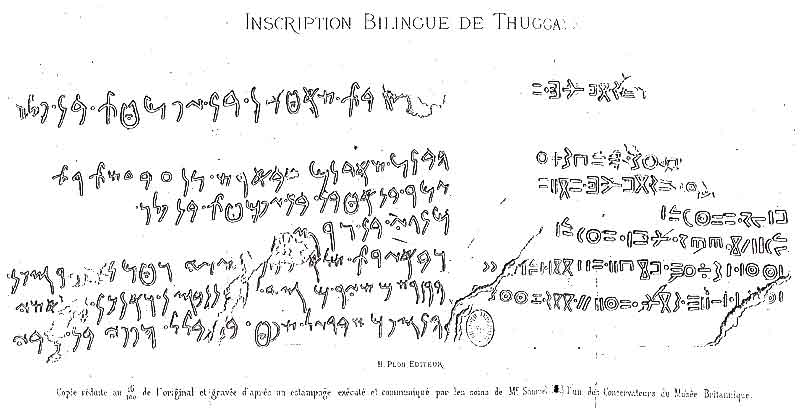
Texte bilingue de Dougga, à droite le libyque, à gauche le punique qui a fourni la clé pour déchiffrer le texte

Le déchiffrement de l'écriture libyque, au moins pour sa variante orientale, a été réalisé grâce à la partie punique d'une inscription bilingue libyco-punique découverte au site de Dougga en Tunisie. Cette inscription est d'ailleurs la seule à avoir une datation assez exacte (139 av. J.-C.). Elle faisait autrefois partie du Mausolée d'Ateban, avant d'être retirée au milieu du XIXe siècle et emmenée à Londres, où elle se trouve maintenant dans l'ancienne collection du British Museum sur le Moyen-Orient.

## Origine
La position classique des experts est que le libyque serait un dérivé de l'alphabet phénicien ayant subi une forte influence sémitique,. Selon Gabriel Camps, le libyque dérive du punique, mais les circonstances de son introduction et développement restent un sujet débattu, d'autant plus que la datation des inscriptions reste incertaine. L'archéologue français Claude Sintès relève quant à lui des similitudes avec les écritures sudarabiques et l'alphabet turdetan
Cependant, certaines inscriptions remonteraient au IIe millénaire av. J.-C., soit un millénaire avant l’établissement de la civilisation carthaginoise, ce qui suggère une origine autochtone de cet alphabet. Néanmoins ces datations ne sont pas partagées par les experts qui datent le plus vieux vestige libyque à -500 avant J.C. comme Gabriel Camps. Plus récemment, ces gravures ont été rattachées aux IIe siècle av. J.-C. et  Ier siècle av. J.-C.. 
Selon les plus anciennes datations et l'étude épigraphique, le plus ancien alphabet libyque est celui de Dougga. Cet alphabet a dû se former après les contacts culturels entre les Carthaginois et les Numides à partir de l'extension de Carthage vers l'intérieur des terres pendant la seconde moitié du Ve siècle av. J.-C. L'alphabet libyque est probablement devenu officiel à partir du IIIe siècle av. J.-C. et il est possible qu'il soit devenu populaire après la réunification de la Numidie, entre le règne de Massinissa et celui de son fils Micipsa. L'alphabet aurait évolué et se serait répandu vers la région voisine de la Maurétanie, d'abord dans la Tingitane, puis dans la Césarienne, coïncidant avec la prise de cette terre par Bocchus après la défaite de Jugurtha.

## Diversité

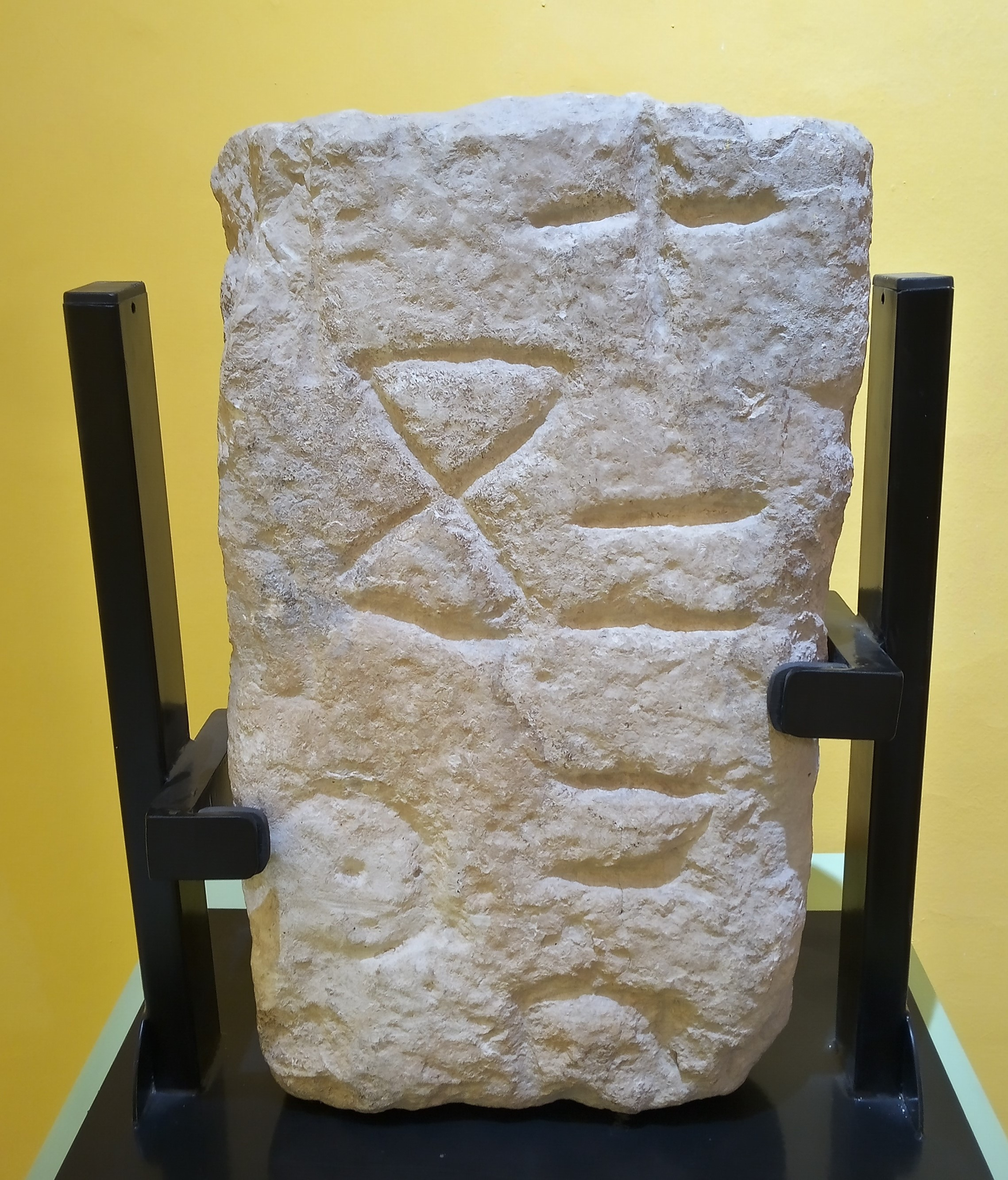
Alphabet libyque oriental (tifinagh vertical) stèle funéraire de Sidi Ali Bahoul, région de Jedilane-Rouhia en Tunisie (musée de Sbeitla)

On distingue généralement deux grandes variantes : le libyque oriental et le libyque occidental. Une troisième variante dont la datation demeure incertaine, mais qui appartiendrait en partie à l'Antiquité, est dite alphabet saharien. Celui-ci est l'ancêtre de l’alphabet tifinagh touareg. Enfin, une quatrième variante est le libyque insulaire des Canaries, que l'on retrouve dans l'archipel canarien. 

### Alphabet de Dougga
Il s'agit de l'alphabet libyque le mieux connu, comportant 24 lettres. Contrairement à d'autres inscriptions libyques, les textes rédigés en alphabet dit de Dougga s'écrivent de droite à gauche (probablement sous l'influence du punique qui s'écrit lui aussi de droite à gauche).